# Epichalcia
Epichalcia é um gênero de mariposa pertencente à família Crambidae.